# サイドアーム (シューティングゲーム)
『サイドアーム 』（HYPER DYNE SIDE ARMS）は、カプコンが開発し1986年より稼働開始したアーケード用の縦横スクロールのサイドビューシューティングゲーム。
人型の機動兵器を操作して敵を倒していく本作は、後に日本国内外において各機種へ移植された（#移植版）。その内CD-ROM²では『サイドアーム スペシャル』として発売された。

## システム
8方向レバー、3ボタン（左ショット、右ショット、武器チェンジ）で自機「モビルスーツ」であるα機（1P側）、β機（2P側）を操作して全10ステージ（「ラウンド」 "1 ROUND, 2 ROUND, ..." とよんでいる）を攻略する。攻撃は左方向に撃つ時は左ショット、右方向に撃つ時は右ショットのボタンを押すことで攻撃できる。
特定の敵を倒すと、ときどきアイテム（Pow）が出る。これにショットを撃ち込むことにより様々なアイテム（パワーアップ・パーツ）に変化するので、Pow を撃って欲しいアイテムになったら取得してストックできる。取得した5種類の武器を武器チェンジボタンで好きな時に切り替えて、バリエーションに富んだ攻撃をすることが可能である。
ステージに隠されているα・βが点滅するアイテムを取ると合体ができる。合体をすると攻撃ボタンと連動で8方向ショットが撃てるようになる。2人用で合体した場合はアイテム取得者が自機の移動操作と通常攻撃担当で、もうひとりが攻撃ボタンで8方向ショットを撃つ担当となる。合体時の被弾耐久力は1人用だと2発分、2人用だと1発分で、耐久力が無くなると分離する。
画面スクロールは、最初は右方向であるが、次のラウンドで下スクロールになるなど、スクロール方向がラウンドごとに変化していく。各ラウンドの最後には強力なボスキャラクターが待ち受けていて、これを倒すとラウンドクリアとなり、次のラウンドへと進む。

## ストーリー
強力なモビルスーツを操る「ホゾン」の攻撃によって、我らが地球は壊滅的打撃を受けていた。「ホゾン」の武器は、地球の気象条件をも変えてしまうほど強力で、今や地球は最後の氷河期を迎えようとした。そこでヘンリー中尉とサンダース軍曹は、地球を守るため「モビルスーツ」に乗り込み、降下していった。

## アイテム
入手した武器アイテム（パワーアップ・パーツ）はストックすることが可能だが、被弾や衝突などで自機が破壊されるとそのときに装備していた武器は失う。パワーアップ・パーツを取ると、モビルスーツの自機キャラクターの姿も武装を替える。パワーアップ・パーツは同じパーツを取れば、パワーアップ段階も2 - 3段階上がる。
Pow（パウ）
取ると自機の移動スピードがアップする。スピードゲージが画面下にあり、スピードは1 - 3段階まである。
BIT（ビット）
自機の周囲を回転しながら攻撃する。ビットは最大3個まで装備可能。ビット自体に当たり判定は無い。
S.G.（ショットガン）
連射が効かないが攻撃方向に広範囲に撃てる。最高3段階までパワーアップするが、1段階ではノーマルよりも非力。PCエンジン版では連射力強化と敵弾を相殺可能。
M.B.L.（メガバズーカランチャー）
一直線の強力貫通ビーム。2段階までパワーアップする。ボス戦で力を発揮する。
3WAY（3ウェイ・ショット）
3方向にショットを発射する。2段階までパワーアップする。
Wop（ウォップ）
取ると1段階スピードダウンする。オートアイテムに変わる直前にしか現れないが、これを撃ち続けるればオートアイテムの「佐吉」や「弥七」に変化する。
AUTO（オート）
攻撃ボタンの押しっぱなしで連射することができる。アイテムの形状は同社『バルガス』の「弥七」（風車）と「佐吉」（星）の2種類。「弥七」は攻撃方向の前方一直線に弾の途切れが無い連射。「佐吉」は攻撃方向の前方＋上下の3方向連射だが威力が弱い。
合体Pow
αまたはβが点滅するアイテム。取ると1Pと2Pのモビルスーツが合体し、α機（1P側）が取るとα合体、β機（2P側）が取るとβ合体をして、通常攻撃に加えて8方向に弾を撃てる特殊攻撃が可能になる。α合体とβ合体ではフォルムと8方向ショットの性質が異なり、α合体では直進弾、β合体では一定距離で発射地点に戻る弾になる。ステージのどこかに隠されている。合体時は敵の弾を1発被弾しても大丈夫で、2発被弾すると分離してしまう（1Pプレイ時）。1人用プレイでも、2P機が登場して合体できる。
モビちゃん
残機が1増える。ステージのどこかに隠されている。

## 移植版
| No. | タイトル                                                    | 発売日         | 対応機種                                             | 開発元         | 発売元        | メディア                          | 型式      | 売上本数 | 備考               |
| --- | ----------------------------------------------------------- | -------------- | ---------------------------------------------------- | -------------- | ------------- | --------------------------------- | --------- | -------- | ------------------ |
| 1   | HYPER DYNE SIDE ARMS                                        | 1988年         | Amstrad CPC コモドール64 ZX Spectrum                 | Probe Software | GO!           | フロッピーディスク                | -         | -        |                    |
| 2   | HYPER DYNE SIDE ARMS                                        | 1988年         | PC/AT互換機                                          | カプコン       | カプコン      | 5インチフロッピーディスク         | -         | -        |                    |
| 3   | HYPER DYNE SIDE ARMS                                        | 1989年         | Amiga Atari ST                                       | Probe Software | GO!           | フロッピーディスク                | -         | -        |                    |
| 4   | サイドアーム                                                | 1989年7月14日  | PCエンジン                                           | カプコン       | NECアベニュー | 2メガビットHuCARD                 | H54G-1004 | -        |                    |
| 5   | サイドアーム スペシャル                                     | 1989年12月15日 | PCエンジンCD-ROM²                                    | カプコン       | NECアベニュー | CD-ROM                            | HACD9002  | -        |                    |
| 6   | サイドアーム                                                | 2005年8月1日   | 505i、506i、FOMA900i、901i、700iシリーズ （iアプリ） | カプコン       | カプコン      | ダウンロード （カプコンパーティ） |           | -        |                    |
| 7   | Capcom Classics Collection Remixed                          | 2006年8月7日   | PlayStation Portable                                 | カプコン       | カプコン      | UMD                               | -         | -        | アーケード版の移植 |
| 8   | Capcom Classics Collection Vol.2                            | 2006年11月15日 | PlayStation 2 Xbox                                   | カプコン       | カプコン      | DVD-ROM                           | -         | -        | アーケード版の移植 |
| 9   | カプコン アーケード キャビネット -レトロゲームコレクション- | 2013年3月19日  | PlayStation 3 Xbox 360                               | カプコン       | カプコン      | ダウンロード                      | -         | -        | アーケード版の移植 |
| 10  | カプコンアーケード2ndスタジアム Capcom Arcade 2nd Stadium   | 2022年7月22日  | Nintendo Switch PlayStation 4 Xbox One PC(Steam)     | カプコン       | カプコン      | ダウンロード                      | -         | -        | アーケード版の移植 |

PCエンジン（HuCARD）版
アーケード版との大きな違いは、RUNボタンを押すと画面が止まり下からウィンドウが出て、そこから任意の武器を選択するという方式に変更されたことと、1人プレイ専用となり、使える機体はα機のみで合体がα合体のみとなったこと。武器のショットガンは敵弾を相殺可能になり連射力も強化された。この他にも、アーケード版では合体時には反対方向へ向かなかった自機も、左側に攻撃すれば反転して左側へ向いて攻撃するようになっていたり、文字表示のみの簡素だったエンディングも、専用曲にエンドロールが付くなど演出面も強化されていた。
BGMはいくつか新曲が追加されておりアーケード版とは曲配置が若干異なる。PCエンジン版のサウンドは『ロックマン2 Dr.ワイリーの謎』などのサウンドコンポーザーであるOGERETSU KUN（立石孝）が担当していた。
PCエンジンCD-ROM2版
1989年12月15日に『サイドアーム・スペシャル』（HYPER DYNE SIDE ARMS SPECIAL）というタイトルで、NECアベニューから発売された。CD-ROMの特性を活かし、収録ゲームにスタンダード版（内容は上記HuCARD版とほぼ同じもの）と、BC（ビフォークライスト）版を収録している。BC版は、先に作られたスタンダードとは大きくシステムやゲーム性が異なっている。
スタンダード版
スタンダード版は先に発売されたHuカード版とほぼ同内容ではあるが、BGMはCD-ROMの特性を活かしてCD音源によるアレンジ版を収録。BGMのアレンジは、当時のカプコンのサウンドチームの女性バンド「アルフ・ライラ・ワ・ライラ」が担当していた。CD-ROM2版では、Huカード版に追加されていたオリジナルのBGMは撤廃され、アーケード版と同様の曲のみに変更となり、各ラウンドのBGMの割り当てもアーケード版に準じたものになった。この他にも、ボスキャラは同形状のものは若干のグラフィックの修正を加えていたり、イージーとノーマルの難易度選択が可能になっているなどの追加要素がある。
BC（ビフォークライスト）版
BC版はアーケード版をベースに全て新規に作り直されたいわば別バージョンのゲーム。武器は連射のショット系と溜め撃ちのメガバズーカランチャーが標準装備となり、ショット系の武器はビームバルカン、ファイアボール、リングショットなどアーケード版とは全く異なる。武器はストック制の切り替え方式ではなく、その時に収得した武器のみが使用可となり、他の武器を収得すると自動で切り替わる。Powも撃ち込み方式ではなく時間経過で自動で切り替わる方式へと変更になった。また、合体システムの代わりに弥七を取るとオプションが2個まで付き、攻撃の補佐と敵弾を防ぐバリアを兼ねるシステムになった。この他にも全体的に面構成の尺を短くしてテンポ良く進めるようにしたり、面クリア後の次ラウンドでは装備がリセットされて初期状態に戻ったり、ボスキャラもタルタロスIIなどBC版オリジナルのボスに一新されたりと、ほぼ新作と言っても差し支えない仕上がりとなっている。元はHuカード版を製作する際に大胆なアレンジを加えたバージョンも試作してみたが最終的に没になったものを再調整して収録したもの。
カプコン アーケード キャビネット -レトロゲームコレクション-
PlayStation 3、Xbox 360版の第3弾として1986パックに収録され、2013年3月19日に配信が開始された。単体のダウンロード版は同年4月2日に配信が開始された。
その他
日本国外ではPlayStation Portable版の『Capcom Classics Collection Remixed』およびPlayStation 2、Xbox版『Capcom Classics Collection Vol.2』に収録されている。

## 開発
ステージ2以降の背景グラフィック、およびキャラクターデザインを担当したのは、カプコン入社直後の安田朗である。ステージ1の背景のみ、岡本吉起が担当した。背景の一部には、アニメ『ザンボット3』に登場する遮光器土偶をモデルにした要塞（4ラウンド）、映画『風の谷のナウシカ』に登場する巨神兵の残骸（5ラウンド）、映画『エイリアン』のデザイナーとしても有名なH・R・ギーガーの世界（9ラウンド）などをモチーフに描かれたものがあり、作画クリエイターの遊び心を垣間見ることができる。
自機「サイドアーム」は、脚部やバックパック部分のデザインがΖガンダムを思わせるものとなっている。また、敵キャラクターにもザクやズゴックそのままのデザインの機体（キャラクター名もそのまま）や、どことなくアッシマーを連想させるデザインの機体が登場したり、パワーアップパーツとして『機動戦士Ζガンダム』劇中で百式が使用したメガバズーカランチャーを装備できたりする。これについて安田朗は、後のインタビューで「制作中がちょうどΖガンダムが放映していた時期で、岡本さんと二人でハマっており、Ζガンダムを観ながら描いたから」と発言している。 2022年配信の『カプコンアーケード2ndスタジアム』版では、一部の敵キャラクターのデザインが差し替えられた。

### スタッフ
アーケード版
- ゲーム・デザイン：POO（船水紀孝） & KIHAJI（岡本吉起）、竹中善則
- オブジェクト・デザイン：DEKACHIN & KAWAMOYAN（河本憲孝）
- スクロール・デザイン：TORIDE NO YAS（安田朗） & MIKICHAN
- サプルメント：UHE UHE & KURICHAN
- サウンド：TADANOMI SURUZOO
- 音楽：KINCHAKU AYA（森安也子）
- ハードウェア：PUNCH KUBOZOO
- ソフトウェア：MR.
- プログラム：青木隆

PCエンジン版
- ディレクター：伊藤嘉人
- キャラクター・デザイン：うえだすすむ
- スクロール・デザイン：うえだすすむ、ののむらなおえ
- 音楽：立石孝
- プログラム：伊藤嘉人
- スペシャル・サンクス：安田朗、赤堀雅行、かくたあつし、京谷有紀、木嶋美紀、おおにしとしふみ、竹中善則、とさだはじめ、まきうちただかつ、吉田幸司、岡本吉起

PCエンジンCD-ROM²版
- プロデューサー：多部田俊雄
- ゲーム・デザイン：岡本吉起
- キャラクター・デザイン：うえだすすむ、おおにしとしふみ
- スクロール・デザイン：京谷有紀、木嶋美紀
- 編曲：カプコンサウンドチーム
- プログラム：赤堀雅行、伊藤嘉人、J.M.KIM (BITS)
- スペシャル・サンクス：安田朗、かくたあつし、松田浩二、とうゆきひろ、ますだひでき、おちあいちえこ、MASAS（清水真佐志）、高原保法、ソニ・キム

## 評価
アーケード版
ゲーム誌『ゲーメスト』（新声社）誌上で行われていた「第1回ゲーメスト大賞」において、ベストグラフィック賞で10位を獲得した。また、同誌においてのヒットゲームBEST10の第1回の1位タイトルでもある。
PCエンジン (HuCARD) 版
ゲーム誌『ファミコン通信』の「クロスレビュー」では4・6・7・4の合計21点（満40点）、『マル勝PCエンジン』では7・7・7・9の合計30点（満40点）、『PC Engine FAN』の読者投票による「ゲーム通信簿」での評価は以下の通り20.86点（満30点）となっている。また、この得点はPCエンジン全ソフトの中で270位（485本中、1993年時点）となっている。同雑誌1993年10月号特別付録の「PCエンジンオールカタログ'93」では「業務用からの移植作。自機の左右に攻撃できるシステムが、当時は画期的だった。初心者から上級者まで楽しく遊べるバランスになっている」と紹介されている。
| 項目 | キャラクタ | 音楽 | 操作性 | 熱中度 | お買得度 | オリジナリティ | 総合  |
| 得点 | 3.78       | 3.40 | 3.51   | 3.43   | 3.39     | 3.35           | 20.86 |
PCエンジンCD-ROM²版
ゲーム誌『ファミコン通信』のクロスレビューでは6・8・7・6の合計27点（満40点）、『マル勝PCエンジン』では7・7・6・8の合計28点（満40点）となっている。
ゲーム誌『月刊PCエンジン』では85・85・85・80・75の平均82点。レビュアーは、オリジナルに忠実なHuCARD版は、途中でやられると立て直しが容易ではなく高難易度だが、BC版は遊びやすくなっていると評している。また、高い難易度に見合った完成度でやる気が出るとしたレビュアーもいた一方、合体がなくなったのを少し残念がる者もいた。また、レビュアーはスタンダード版とBC版のゲーム性が大幅に異なるため、2つのゲームが入っているお得感があるとも評価している。

## ゲスト出演
プレイヤーキャラクターをちびキャラ化したものを「モビちゃん」と呼称し、本作から1990年代前半までのカプコン作品に隠れキャラクターやセレクトカーソルなど、マスコット的な扱いとして登場している。
『ゲーメスト』誌上で行われた「ゲーメスト大賞」でベストキャラクター賞を受賞しており、第1回（1987年度）では10位、第3回（1989年度）では17位を獲得している。
『天地を喰らうII 赤壁の戦い』（1992年）のノーコンティニューエンディングでは、リュウおよびケンの道着を着た2体のモビちゃんが、波動拳・昇竜拳・竜巻旋風脚で戦う寸劇を行う。
また、クロスオーバー作品への出演例としては、『NAMCO x CAPCOM』にて、モビちゃん（1P&2P）が、『ロストワールド』より出演の名無しの超戦士1P&2Pの装備する浮遊兵器サテライト（オプション）として登場している。必殺技「ハイパーダイン・サイドアーム」では、本来の自機ロボット（α機とβ機）の姿に変形して攻撃を行う。また、名無しの超戦士1P&2Pと、同作より出演のシルフィーのMA攻撃の名称が本作のキャッチフレーズである「絶・対・合・体」となっており、こちらでは本作に登場した合体姿で攻撃を行う。一方、『PROJECT X ZONE』にもモビちゃん（1P&2P）が『サイバーボッツ』より出演のデビロットが呼び出すロボットの中に登場し、自機ロボット（α機とβ機）に変形して攻撃を行う。デビロットによると「絶対合体は尺の関係で無し」で、合体はしない。また、モビちゃん以外のキャラクターが登場した例としては、『PROJECT X ZONE 2:BRAVE NEW WORLD』にて、 自機ロボット（α機とβ機）が『ヴァンパイア』シリーズより出演のバレッタの援護攻撃要員として登場している。